# حديقة الآلهة (الجنة السومرية)
نشأ مفهوم حديقة الآلهة أو الجنة الإلهية في سومر. وانتقل فيما بعد مفهوم منزل الخالدين هذا إلى البابليين، الذين حكموا بلاد سومر.

## الموقع

### الخليج العربي
عادة ما ترتبط الجنة السومرية بحضارة دلمون في شرق الجزيرة العربية. اقترح السير هنري رولينسون لأول مرة أن الموقع الجغرافي لدلمون كان في البحرين عام 1880. تم الترويج لهذه النظرية لاحقاً من قبل فريدريك ديلتش في كتابه Wo lag das Paradies (اين كانت الجنة؟) عام 1881، مما يشير إلى أنها كانت على رأس الخليج العربي. تم طرح العديد من النظريات الأخرى حول هذا الموضوع. وتم ذكر دلمون لأول مرة بالاشتراك مع كور (جبل) وهذا يمثل مشكلة خاصة لهذه النظرية لأن البحرين جزيرة مسطحة للغاية، ولها أعلى بروز على ارتفاع يبلغ 134 متر (440 قدم). أيضًا، في الملحمة المبكرة إينمركر وملك أراتا ، تم وصف بناء الزقورات في أوروك وإريدو على أنه حدث في عالم «قبل تسوية دلمون». في عام 1987، أدركت تيريزا هوارد كارتر أن المواقع في هذه المنطقة لا تمتلك أي دليل أثري على مستوطنة تعود إلى 3300-2300 قبل الميلاد. واقترحت أن دلمون كان من الممكن أن تكون موجودة في عصور مختلفة وأن عصر هذه الحقبة قد تكون حكاية غير معروفة.

### لبنان وجبل الشيخ

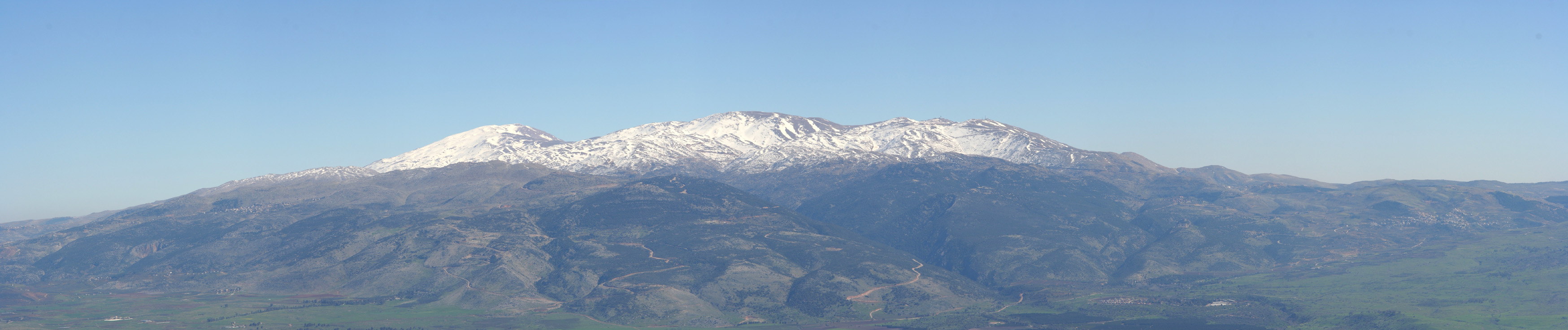
جبل الشيخ أو جبل حرمون عند مثلث الحدود اللبنانية ـ السورية ـ الفلسطينية.

في اللوح التاسع من النسخة القياسية لملحمة جلجامش، يسافر جلجامش إلى حديقة الآلهة عبر غابة الأرز وأعماق ماشو، وهو موقع مشابه في النسخة السومرية هو «جبل قطع الأرز». لا يزال هناك وصف ضئيل لـ «الحديقة المرصعة بالجواهر» لجلجامش لأن أربعة وعشرين سطراً من الأسطورة قد تضررت ولم يكن بالإمكان ترجمتها في تلك المرحلة من النص.

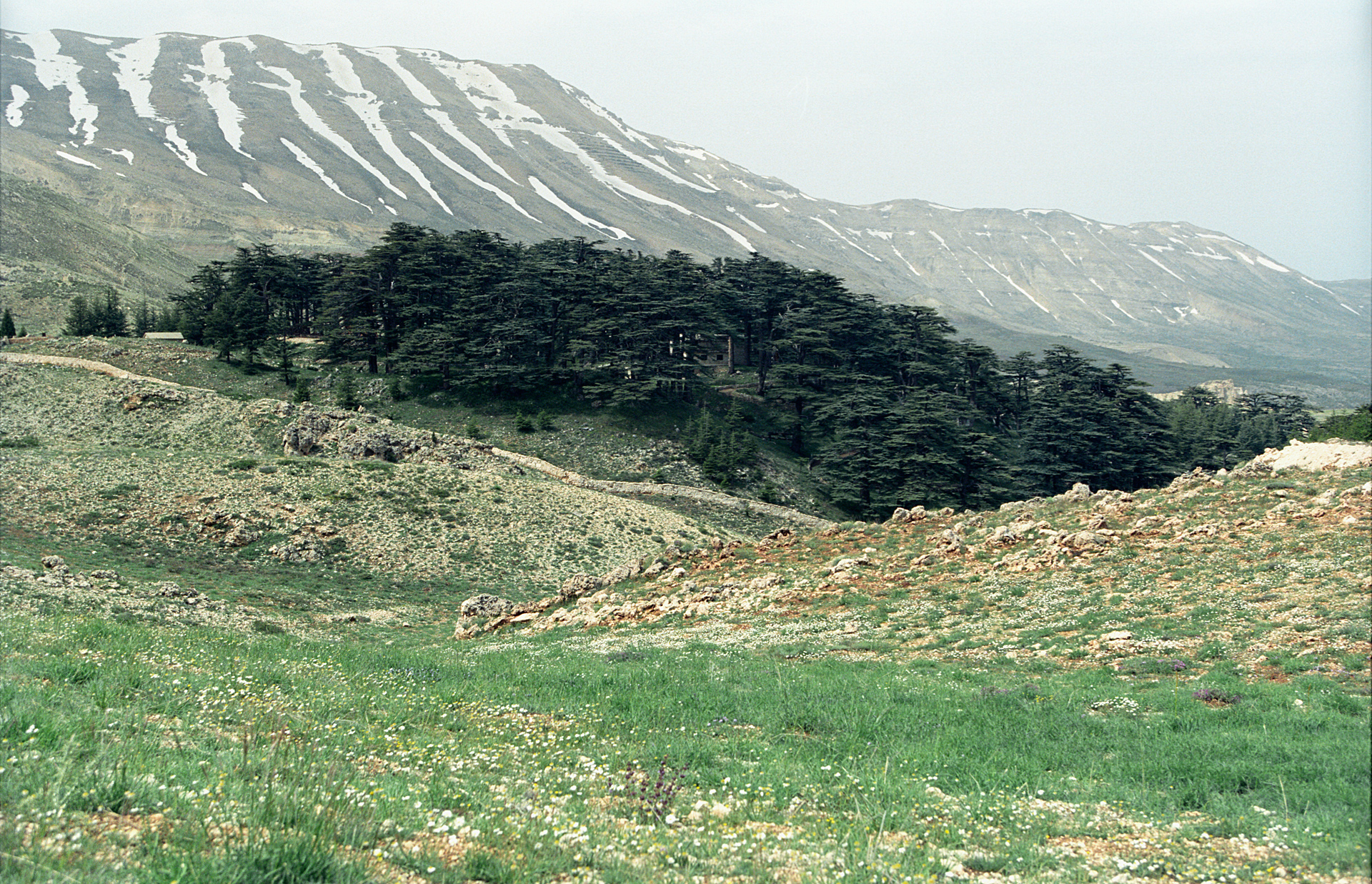
أرز لبنان ، مرتبط أحياناً بـ"حديقة الآلهة" السومرية

أبرز عالم الآثار فرانز ماريوس تيودور دي لياجري بول أن كلمة ماشو في اللغة السومرية تعني «توأمان». اعتقد جنسن وزيمرن أنه موقع جغرافي بين جبل لبنان وجبل الشيخ في سلسلة جبال لبنان الشرقية. اقترح كل من إدوارد ليبينسكي وبيتر كايل مكارتر أن حديقة الآلهة مرتبطة بملاذ جبلي في سلاسل لبنان وسلسلة جبال لبنان الشرقية. وجد علماء آخرون صلة بين أرز لبنان وحديقة الآلهة. موقع حديقة الآلهة قريب من الغابة الموصوفة في السطر:
 ساريا (سيريون / جبل حرمون) ولبنان يرتعدان من سقوط الأرز.

### إريدو

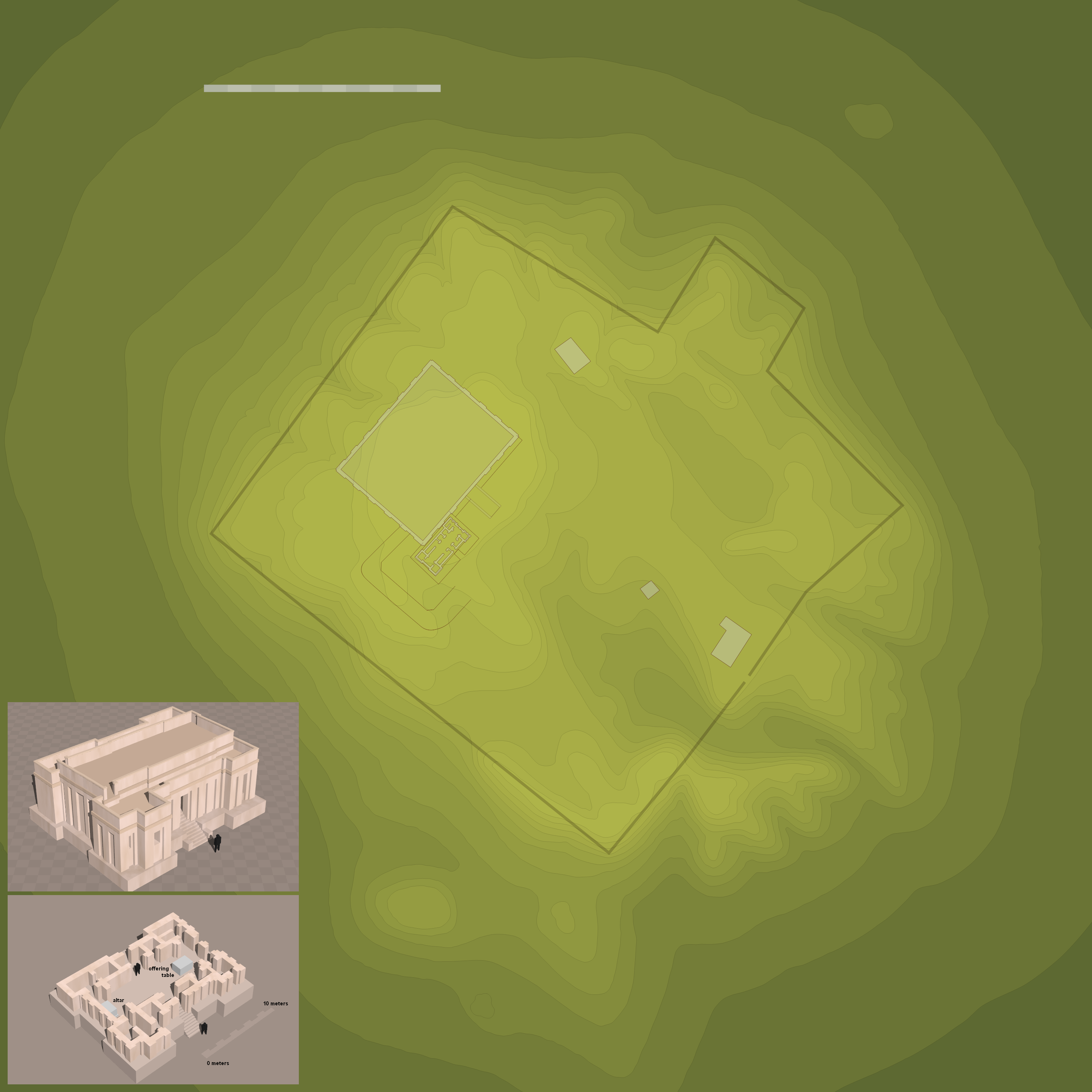
تل في إريدو مع معبد مخصص للآلهة

اقترح ثيوفيلوس بينشز في عام 1908 أن إريدو كانت هي الجنة السومرية ووصفها بأنها "ليست المدينة الأرضية بهذا الاسم، ولكن المدينة التي تم تصورها على أنها تقع أيضاً "داخل الهاوية"، وتحتوي على شجرة حياة يغذيها نهر الفرات. وأشار بينشز إلى أنه "تم تمثيله كمكان ممنوع الوصول إليه، لأنه" لم يدخل أحد وسطه "، كما في حالة جنة عدن بعد السقوط." في أسطورة تسمى تعويذة إريدو ، توصف بأنها تحتوي على "ينبوع الهاوية المجيد"، و "بيت الحكمة"، وبستان مقدس، وشجرة كيسكانو بمظهر اللازورد. كما وجد فؤاد صفر بقايا قناة تمر عبر إريدو في الحفريات الأثرية من 1948 إلى 1949. وأشار ويليام فوكسويل أولبرايت إلى أن "إريدو يستخدم كاسم لأبزو، تمامًا مثل كوتو (كوتا)، مدينة نيرغال، اسم شائع لأرالو"، مما يبرز المشاكل في الترجمة حيث تم تسمية عدة أماكن بنفس الاسم. اقترح ألفريد جيريمياس أن أرالو هي نفسها مثل آرييل في الضفة الغربية ودلت على جبل الآلهة ومكان الخراب. كما هو الحال مع كلمة إيكور، يشير هذا إلى أن الأفكار المرتبطة بالعالم السفلي جاءت من بلد جبلي خارج بابل.

### نيبور
تبدأ أسطورة إنليل ونينليل بوصف لمدينة نيبور، وجدرانها، ونهرها، وقنواتها، كما تم تصويرها على أنها موطن الآلهة، ووفقاً لكرامر، «يبدو أنها كانت موجودة من قبل خلق الإنسان». يقترح أندرو ر. جورج. ويناقش نيبور على أنها «المدينة الأولى» (أورو -صاغ، «قمة المدينة» أو «الرأس») لسومر. يردد جوان جودنيك ويستنهولز هذا التصور عن نيبور، واصفة المكان بـ «سيفيتاس دي»، الموجود قبل «المحور العالمي».
لاحظ جورج أيضاً أنه تم إعادة إنشاء حديقة طقسية في "حديقة نيبور الكبرى، على الأرجح حديقة مقدسة في مجمع معبد إيكور (أو دور-ان- كي)، موصوفة في أغنية عبادة إنليل بأنها "بستان الفرح السماوي". ومن المعروف أيضاً أن المعابد في بلاد ما بين النهرين زينت زقوراتها بملاذ وبستان من الأشجار، يذكرنا بحدائق بابل المعلقة.

## ميثولوجيا

### ترنيمة معبد كيش
في ترنيمة معبد كيش ، يوصف أول وصف مسجل (حوالي 2600 قبل الميلاد) لمجال للآلهة بأنه لون حديقة: «أصبحت أركان الجنة الأربعة خضراء لإنليل مثل الحديقة». في ترجمة سابقة لهذه الأسطورة كتبها جورج آرون بارتون في كتابات بابلية متنوعة ، اعتبرها تقرأ «في هورساج كانت حديقة الآلهة خضراء».

### مناظرة بين الأغنام والحبوب
أسطورة أخرى عن الخلق السومري، الجدل بين الغنم والحبوب يبدأ بموقع «تل السماء والأرض»، ويصف التطورات الزراعية المختلفة في بيئة رعوية. ناقش إدوارد تشييرا هذا على أنه «ليس اسمًا شعريًا للأرض، ولكن مكان سكن الآلهة، يقع في النقطة التي تستقر فيها السماوات على الأرض. هناك كان للبشر موطنهم الأول، وهناك سيتم وضع جنة عدن البابلية.»  الكلمة السومرية إيدين تعني «السهوب» أو «السهل»  لذا فقد تخلت الدراسات الحديثة عن استخدام عبارة «جنة عدن البابلية» حيث أصبح من الواضح أن «جنة عدن» كانت مفهوماً لاحقاً.

### ملحمة جيلجامش
تصف ملحمة جلجامش رحلة جلجامش إلى حديقة الآلهة الرائعة التي هي منبع نهر، بجانب جبل مغطى بأرز، وتشير إلى «نبتة الحياة». في الأسطورة، تم تحديد الجنة على أنها المكان الذي أخذ إليه الآلهة بطل الطوفان السومري، أوتنابيشتيم (زيوسودرا)، ليعيش إلى الأبد. وبمجرد وصول جلجامش إلى حديقة الآلهة، وجد كل أنواع الأحجار الكريمة، على غرار تكوين 2:12:

### إنكي ونينهورساج
تصف أسطورة إنكي ونينهورساج أيضاً الجنة السومرية على أنها حديقة، يحصل إنكي على المياه من أوتو لريها.

### أغنية المعزقة
تتميز أغنية المعزقة بإنليل خلق البشرية بمجرفة وانتشار الأنوناكي للخارج من حديقة الآلهة الأصلية. ويذكر أيضًا أبزو التي يتم بناؤها في اريدو.

### ترنيمة إنليل
تمدح ترنيمة إنليل زعيم البانتيون السومري بالعبارات التالية:

## الاستخدام في وقت لاحق
كلمة حديقة الفردوس في الأدب الفارسي اللاحق هي pairi-Daeza ، وتعني «الحديقة» أو «العلبة المسورة» أو «البستان». الكلمة العربية التي تعني الجنة أو الجنة في القرآن هي الجنة والتي تعني حرفيا «مكان مخفي». من المفترض أن يتدفق مجريان مائيان تحت الجنة حيث يتم وصف الأشجار الكبيرة، جبال من المسك، تتدفق بين الأنهار في وديان من اللؤلؤ والياقوت. يتم سرد ملامح هذه الجنة في مثل في 47:15
. يمكن أن تقسم الحدائق الإسلامية المجاري المائية إلى أربعة، وتلتقي في نبع وتشمل ملاذاً للظل والراحة.
في أساطير الثقافة والتقاليد الإيرانية الكبرى، يوصف جمشيد بأنه ينقذ العالم من خلال بناء حديقة سحرية على قمة جبل. تتميز هذه الحديقة أيضاً بشجرة الحياة وهي مصدر النهر الذي يجلب الخصوبة للأرض. حذرت أهورامزدا من اقتراب فصل الشتاء المتجمد، وبالتالي يخلق هذا النسيج لحماية بذور الحياة عند وقوع كارثة مناخية.

## أنظر أيضا
- جنات عدن